# Dalí: The Endless Enigma
Dalí: The Endless Enigma is een album met elektronische muziek uit 1990, uitgebracht door Coriolis Records. De nummers op dit album zijn geschreven door verschillende artiesten op het gebied van elektronische muziek. Het album was bedacht door Walter Holland, Loren Nerell en Steve Roach als hommage aan de kunstschilder Salvador Dalí. Verschillende muzikanten en componisten werd gevraagd een nummer te schrijven waarbij schilderijen van Dalí als inspiratie dienden.
De hoes toont het schilderij Cráneo atmosférico sodomizando a un piano de cola. Het was oorspronkelijk ook de bedoeling om afbeeldingen toe te voegen van alle schilderijen die als de inspiratie van de nummers dienden, maar dit bleek financieel onhaalbaar. Daarom toont het CD-boekje alleen foto's van de deelnemende muzikanten.

## Muziek
| Nr. | Titel                                                                              | Duur |
| --- | ---------------------------------------------------------------------------------- | ---- |
| 1.  | Tuna fishing (uitvoerende(n): Michael Stearns)                                     | 8:38 |
| 2.  | The great masturbatorÉl gran masturbador (uitvoerende(n): Michel Huygen)           | 8:43 |
| 3.  | Shades of night descending (uitvoerende(n): Walter Holland)                        | 6:25 |
| 4.  | Inventions of the monsters (uitvoerende(n): Djam Karet)                            | 7:21 |
| 5.  | Impressions of Africa (uitvoerende(n): Loren Nerell)                               | 6;18 |
| 6.  | face of Mae West (uitvoerende(n): Klaus Schulze)                                   | 8:03 |
| 7.  | Assumpta corpuscularia lapislazulina (uitvoerende(n): Bo Tomlyn)                   | 6:12 |
| 8.  | Birth of liquid desires (uitvoerende(n): Steve Roach, Robert Rich)                 | 4:46 |
| 9.  | The desintegration of the persistence of memory (uitvoerende(n): Steve Roach)      | 4:34 |
| 10. | Rhinocerotic figure of Phidias’ Illisos (uitvoerende(n): Steve Roach, Robert Rich) | 2:55 |

Klaus Schulze nam zijn bijdrage op in april 1990 in zijn studio in Hambühren. Een heruitgave vond plaats in zijn verzamelbox The ultimate collection. Djam Karet nam hun bijdrage mee naar verzamelalbum Swamp of dreams uit 2015, een verzameling tracks die niet op hun reguliere album verschenen.